# 담양 황금리 금구동 고분
담양 황금리 금구동 고분(潭陽 黃金里 金九洞 古墳)은 대한민국 전라남도 담양군 수북면에 있는 백제의 고분이다. 2001년 9월 27일 전라남도의 문화재자료 제223호로 지정되었다.

## 개요
황금리는 담양군의 서남부에 위치하는데 영산강 본류에 증암천이 합류되는 지점에서 북쪽으로 100m 정도 떨어진 평지에 위치하고 있다. 마을 북쪽은 삼인산에서 내려오는 구릉이 충적지에 이어지면서 평지를 이루고 남쪽은 영산강변의 충적지가 펼쳐져 있다. 현재 마을 주변이 모두 논이기 때문에 이 지역에서 지형적인 변화는 거의 찾아보기 어렵지만 1/25,000 지형도를 보면 금구동 마을은 고리대 마을에서 남쪽으로 이어지는 평지성 저기복의 구릉 남동쪽에 위치하고 있는 것으로 보이며 고분은 구릉의 능선상에 있었던 것으로 추정된다.
고분은 북쪽으로 대나무가 자라고 있으며 분구의 남사면에는 민묘가 들어서 있다. 민묘가 조성되면서 분형이 일부 변형되기는 했지만 비교적 잘 남아있다. 분구의 평면형태는 원형이며 규모는 직경 18m, 높이 2.5m이다.

## 참고 자료
- 담양황금리금구동고분 - 국가유산청 국가유산포털